# Nadia Simeoli
Nadia Simeoli (Torre del Greco, 29 maggio 1999) è una judoka italiana Gruppo Sportivo Fiamme Gialle.

## Biografia
A quattro anni si avvicina al Judo attratta dalla disciplina praticata dal papà Sebastiano, Maestro di judo, e dalla madre Anna. Al primo anno agonistico nella classe Esordienti B (Under 15) conquista il 2º posto nel "Trofeo Italia" nella categoria dei 52 kg e il 5º posto al Campionato Italiano. Nell'anno successivo, il 2013, sempre nella stessa categoria, conquista il suo primo titolo italiano nella categoria dei 57 kg e vince il Trofeo Italia. Pochi mesi dopo, nel 2014, nella classe Cadetti (Under 18), si piazza al 2º posto del Campionato Italiano nei 57 kg, conquista la medaglia di bronzo all'European Cup di Zagabria. Entra a far parte della nazionale cadetti partecipando ai Campionati europei cadetti ad Atene, in chiusura dell'anno vince il Gran Prix Italia Cadetti.
Nel 2015, cambia categoria passa ai 63kg. Partecipa per la prima volta al campionato italiano Junior (Under 21) conquistando il 3º posto, stesso piazzamento nell'European Cup Junior di Paks che le vale l'entrata nella nazionale Juniores e la partecipazione ai Campionati Europei Junior di Oberwart, dove si piazza al 5º posto nella competizione a squadre, e vince il Grand Prix Italia Junior.
Nel 2016 al Trofeo Internazionale Alpe Adria, vince nella categoria dei 63 kg sia nella classe Cadetti che nella classe Junior. Continua vincendo l'European Cup Cadet di Fuengirola e Junior di Lignano Sabbiadoro e ottenendo altri piazzamenti nelle tappe dell'European Cup cui prende parte. Disputa due campionati italiani, piazzandosi al 3º a cadetti e 2º a Junior, e due campionati europei: quello Cadetti a Vantaa (FIN) concluso laureandosi Vice Campionessa d'Europa, mentre nel campionato Europeo Junior a Malaga (ESP) si piazza al 5º individuale. In entrambe le competizioni continentali ha contribuito con i suoi incontri a portare la squadra italiana al 5º posto.
Il 2017 è il suo primo anno junior, al suo primo campionato italiano assoluto, riesce a raggiungere la finale per il bronzo che chiude al 5º posto. 
Debutta nell'European Cup Senior a Zurigo ottenendo la terza posizione. Nei mesi successivi vince consecutivamente l'European Cup Junior di Lignano Sabbiadoro e La coruna  e conclude con il titolo italiano Junior nei 63kg.
Questi risultati gli permettono di partecipare al campionato europeo Junior e Under 23 che chiuderà rispettivamente al 7º e 5º posto.
Nel 2018 vince il suo secondo titolo Italiano nella classe junior, la Coppa Italia Junior & Senior e si piazza al secondo posto del Campionato Italiano Assoluto. in Campo Internazionale conquista la medaglia di Bronzo ai Campionati Europei Junior a Sofia oltre al secondo posto dell'European Cup Junior di Lignano Sabbiadoro e di La Coruna. A seguito dei risultati ottenuti entra a far parte della seconda squadra nazionale Senior e viene selezionata a partecipare al Gran Prix The Hague a L'Aia in Olanda chiude l'anno entrando a far parte del gruppo sportivo delle Fiamme Gialle.
Nel 2019 con la nazionale Senior partecipa al suo primo Gran Slam a Düsseldorf piazzandosi al 7º posto. Si rivela un anno pieno di imprevisti ed infortuni che non le permettono di esprimersi al meglio. Unico risultato è lala African Open di Dakar in Senegal, conquistando la sua prima medaglia in una competizione valevole per la qualificazione olimpica. 
Nel 2021 ritrova il successo a Sarajevo nella Continental Open dove conquista la medaglia di bronzo, poi chiude l'anno vincendo ad Ostia la 10 medaglia ai campionati italiani ed il suo 5º titolo italiano laureandosi per la prima volta campionessa italiana assoluta nei 63kg.